# Сулейман II
Сулейма́н II (осман. سليمان ثانى, трансліт. Süleymân-ı sânî, тур. İkinci Süleyman; 15 квітня 1642—22 червня 1691) — двадцятий султан Османської імперії (1687—1691), син Ібрагіма I, старший брат Ахмеда II і молодший брат Мехмеда IV.

## Життєпис
Сулейман II народився 15 квітня 1642 року у Константинополі. Старший його брат Мехмед мав більші права на трон, тому 46 років Сулейман провів в ізоляції у палаці Топкапі в Стамбулі (так званій «Клітці»). Отримав владу після заколоту яничарів, у результаті якого було повалено Мехмеда IV. За нового правителя Порти продовжувалася війна зі Священною лігою. 1688 року австрійці взяли Белград, а згодом захопили Боснію. Проте 1689 року наступ австрійських військ було зупинено. Через рік турки повернули собі Белград. Сулейману II вдалося значно зміцнити армію Османської імперії шляхом проведення воєнної реформи.
Сам султан був дуже релігійною людиною; багато часу проводив у молитві. Державні справи перебрали на себе великі візири, найвідоміший з них — Фазіл Мустафа Кепрюлю. Сулейман II помер 1691 року від водянки.